# Holocaust 2 - I ricordi, i deliri, la vendetta
Holocaust 2 - I ricordi, i deliri, la vendetta è un film del 1980 diretto da Angelo Pannacciò (firmato con lo pseudonimo Angel Jonathan) di genere nazisploitation.

## Trama
Un gruppo segreto di attivisti ebrei è pronto alla vendetta: l'obbiettivo è quello di catturare, torturare ed uccidere dottori e soldati responsabili di aver fatto le stesse cose ai loro amici e parenti. Ma riuscire in questa lotta non sarà per niente facile.

## Produzione
Holocaust 2 - I ricordi, i deliri, la vendetta è un film girato in tempi diversi. Dopo il successo della miniserie televisiva Olocausto del 1979 il regista Angelo Pannacciò rispolvera un suo vecchio film dal titolo Subliminal – Una splendida giornata per morire, girato nel 1972 e rimasto inedito per problemi produttivi e per mancanza di fondi. Il film racconta la storia di una donna con un tremendo potere mentale, avuto a seguito degli esperimenti medici nazisti subiti da bambina, del quale si serve per controllare e spingere una giovane ragazza a uccidere gli ex aguzzini nazisti. Partendo da quel materiale inedito Pannacciò realizza delle nuove scene (circa mezz'ora) e appronta un nuovo montaggio, dal quale nasce nel 1980 Holocaust 2, noto anche col titolo Holocaust parte seconda.

## Colonna sonora
Il brano che accompagna la scena nella quale l'attrice Susanna Levi cammina sul lungomare è Laura, What You Do? del gruppo The Pawnshop. Scritto e prodotto nel 1971 da Alessandro Alessandroni, Giulia Alessandroni, Giuliano Sorgini e distribuito su 45 giri dalla Durium (Roman Record Company – RN 036).